# Industry (série de televisão)
Industry é uma série dramática de televisão criada por Mickey Down e Konrad Kay. O programa estreou em 9 de novembro de 2020 na HBO nos Estados Unidos e em 10 de novembro de 2020 na BBC Two no Reino Unido.

## Elenco
- Marisa Abela como Yasmin Kara-Hanani
- Priyanga Burford como Sara Dhadwal (1.ª temporada)[1]
- Mark Dexter como Hilary Wyndham[1]
- Myha'la Herrold como Harper Stern[2]
- David Jonsson como Augustus "Gus" Sackey[3]
- Harry Lawtey como Robert Spearing
- Ben Lloyd-Hughes como Greg Grayson (1.ª temporada)[1]
- Conor MacNeill como Kenny Kilbane[4]
- Freya Mavor como Daria Greenock (1.ª temporada; 2.ª temporada convidada)[5]
- Derek Riddell como Clement Cowan (1.ª temporada)[6]
- Nabhaan Rizwan como Hari Dhar (piloto)
- Will Tudor como Theo Tuck (1.ª temporada)[7]
- Ken Leung como Eric Tao[8]
- Sarah Parish como Nicole Craig
- Andrew Buchan como Felim Bichan
- Amir El-Masry como Usman Abboud (1.ª temporada)
- Alex Alomar Akpobome como Danny Van Deventer (2.ª temporada)
- Nicholas Bishop como Maxim Alonso (2.ª temporada; 1.ª temporada recorrente)
- Katrine De Candole como Celeste Pacquet (2.ª temporada)
- Sagar Radia como Rishi Ramdani (2.ª temporada; 1.ª temporada recorrente)[9]
- Indy Lewis como Venetia Berens (2.ª temporada; 1.ª temporada convidada)
- Trevor White como Bill Adler (2.ª temporada; 1.ª temporada convidado)
- Caoilfhionn Dunne como Jackie Walsh (2.ª temporada; 1.ª temporada convidada)
- Jay Duplass como Jesse Bloom (2.ª temporada)
- Adam Levy como Charles Hanani (2.ª temporada)
- Sonny Poon Tip como Leo Bloom (2.ª temporada)
- Faith Alabi como Aurore Adekunle (2.ª temporada)
- Elena Saurel como Anna Gearing (2.ª temporada)

## Episódios
| Temporada | Temporada | Episódios | Episódios | Originalmente exibido | Originalmente exibido  |
| Temporada | Temporada | Episódios | Episódios | Estreia da temporada  | Final da temporada     |
| --------- | --------- | --------- | --------- | --------------------- | ---------------------- |
|           | 1         | 8         | 8         | 9 de novembro de 2020 | 21 de dezembro de 2020 |
|           | 2         | 8         | 8         | 1 de agosto de 2022   | 19 de setembro de 2022 |

## Lançamento
A série estreou em 9 de novembro de 2020, na HBO e HBO Max nos Estados Unidos. No Reino Unido, estreou em 10 de novembro de 2020 na BBC Two. A segunda temporada estreou em 1º de agosto de 2022.

## Recepção
No Rotten Tomatoes, a primeira temporada da série detém um índice de aprovação de 76% com uma nota média de 7,7/10, baseada em 38 críticas. O consenso dos críticos do site afirma: "Embora as críticas sociais de Industry tendam para o superficial, um roteiro nítido e um excelente elenco tornam mais fácil desfrutar de seu estilo dramático no local de trabalho". No Metacritic, a série tem uma pontuação média ponderada de 73 em 100 com base em 26 avaliações, indicando "críticas geralmente favoráveis".